# Kreditrendszer
A kreditrendszer a felsőoktatásban részt vevő hallgatók tanulási ráfordítását tükrözi. Európában és az Amerikai Egyesült Államokban is elterjedt, többféle megvalósítása létezik. Magyarországon a European Credit Transfer Systemmel összhangban dolgozták ki. Lényege, hogy minden tantárgyhoz a tananyag elsajátításához szükséges munkaóráknak megfelelő becsült kreditértéket rendelnek, ahol egy kredit harminc tanulmányi munkaórának felel meg. Az alapképzés 6-7 féléve alatt a hallgatóknak 180 kreditpontot kell szerezniük, a mesterképzés alatt pedig 120-at – egy félévben átlagosan 30-at. A rendszer feltételei Magyarországon az 1990-es évek elejétől fokozatosan alakultak ki.

## Európában
Az európai felsőoktatási rendszer összehasonlíthatóságát segíti a European Credit Transfer System (ECTS) nevű kreditszámítási rendszer. Ezzel nem minden ország rendszere konform, az egy tanévre eső kreditpontok számát az alábbi táblázat foglalja össze.
| ország                          | kreditpont/tanév  | megnevezés                     |
| ------------------------------- | ----------------- | ------------------------------ |
| Anglia, Wales és Észak-Írország | 120 (ECTS-ben 60) | credits                        |
| Ausztria                        | 60                | ECTS                           |
| Bosznia-Hercegovina             | 60                | ECTS bodova                    |
| Csehország                      | 60                | kredit                         |
| Dánia                           | 60                | ECTS-point                     |
| Észtország                      | 40 (ECTS-ben 60)  | ainepunkt (AP)                 |
| Finnország                      | 60                | opintopiste (op)               |
| Franciaország                   | 60                | crédits                        |
| Hollandia                       | 60                | studiepunten (ECTS)            |
| Horvátország                    | 60                | ECTS bodova                    |
| Izland                          | 30 (ECTS-ben 60)  | einingar                       |
| Lengyelország                   | 60                | punkt ECTS                     |
| Lettország                      | 40 (ECTS-ben 60)  | kredītpunkts (KP)              |
| Luxemburg                       | 60                | crédits                        |
| Macedónia                       | 60                | kredit (ECTS)                  |
| Málta                           | 60                | ECTS-credits                   |
| Magyarország                    | 60                | kredit, kreditpont             |
| Norvégia                        | 60                | studiepoeng                    |
| Olaszország                     | 60                | crediti formativi universitari |
| Portugália                      | 60                | créditos                       |
| Románia                         | 60                | credite                        |
| Skócia                          | 120 (ECTS-ben 60) | credits                        |
| Spanyolország                   | 72 (ECTS-ben 60)  | créditos                       |
| Svédország                      | 60                | högskolepoäng                  |
| Szerbia                         | 60                | ECTS bodova                    |
| Szlovákia                       | 60                | kredit                         |
| Szlovénia                       | 60                | kreditne točke                 |

Olyan európai kreditszámítási rendszerek, amik már nincsenek használatban:
| ország                               | kreditpont/tanév | megnevezés                  |
| ------------------------------------ | ---------------- | --------------------------- |
| Ausztria                             | 40               | Semesterwochenstunden (SSt) |
| Dánia (2000-től kivezetve)           | 1                | Studenter årsværk (STÅ)     |
| Finnország                           | 40               | opintoviikko                |
| Hollandia                            | 42               | studiepunten                |
| Németország                          | 40               | Semesterwochenstunden (SWS) |
| Norvégia                             | 20               | vekttall                    |
| Svédország (az 1970-es évek elejéig) | 2                | betyg                       |
| Svédország (2007. júliusig)          | 40               | poäng                       |

## Külső hivatkozások
- A kreditrendszerről a Magyarország.hun